# Герб Білопілля
Герб Білопі́лля — офіційний символ міста Білопілля Сумської області, затверджений 21 травня 2004 року рішенням XVII сесії Білопільської міської ради XXIV скликання та перезатверджена у новій редакції, рішенням 6 сесії міської ради 7 скликання від 11.03.2016р..
Автор — Ю. Зарко.

## Опис

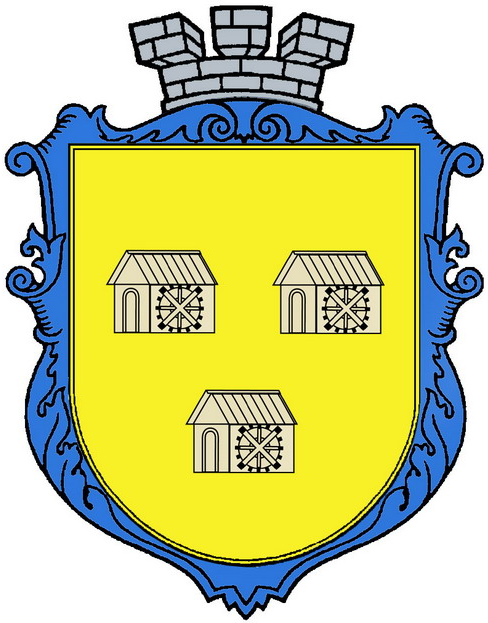
Варіант герба 2014 року

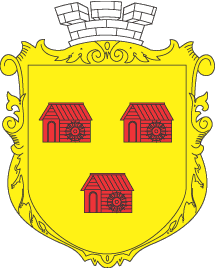
Варіант герба 2014 року з червоними млинами

В золотому щиті  на верхньому лазуревому  полі зображено ріг достатку та кадуцей. В нижньому  золотому полі зображені три водяні млини. Поля розділені  цегляною аркою. Щит увінчано срібною міською мурованою короною та накладено на синій декоративний картуш. При практичному використанні (виготовленні значків, сувенірів, вимпелів тощо) картуш може бути срібним. У золотому полі три червоні водяні млини, два над одним.

## Символіка
Ріг достатку, як символ багатства, походить з древньо- грецької міфології. Зачепившись одного разу рогом за дерево, коза Аналфея, яка вигодувала малюка Зевса, зламала ріг. Зевс зумів надати цьому рогові чудотворних властивостей: давати все, чого тільки побажає його власник.
Латинське слово “кадуцей” означає жезл, символ миру, мандрівників торгівлі, атрибут бога Меркурія. В жезлі чітко проглядається ціпок – атрибут мандрівника і крила птиці біля потовщеної його частини – символ швидкого пересування. Ціпок, обвитий двома зміями, які символізують мудрість.
Цегляна арка символізує склепіння  підземних ходів, які розташовуються під містом.
Водяні млини на золотому полі свідчать про традиційний розвиток сільського господарства на території Білопільщини, як за часів заснування міста, так і в сьогоднішні часи.
Срібна міська мурована корона символізує славне історичне минуле Білопілля, як повітового міста, заснованого на місці древньоруського міста-фортеці Вир.
Символіка металу і барв: Синій є втіленням чесності, вірності, духовності. Срібло символізує чистоту, надію, правдивість. Золото втілює віру, справедливість та милосердя.

## Історія
Сучасний герб створений на основі давнього символу міста (1781 p.), у якому млини вказували на розвиток млинарства — на той час у Білопіллі вже було 26 водяних млинів і 46 вітряків.